# Сентич, Карло
Карло Сентич (хорв. Karlo Sentić; род. 3 июня 2001, Дубровник) — хорватский футболист, вратарь венгерского клуба «Диошдьёр».

## Карьера
Профессиональную карьеру начал в 2019 году в составе клуба «Хайдук-2» Сплит. 30 июля 2022 года в матче против клуба «Вараждин» дебютировал в чемпионете Хорватии.
В 2023 году был арендован венгерским клубом «Диошдьёр». 29 июля 2023 года в матче против клуба «Академия Пушкаша» дебютировал в чемпионете Венгрии.
В 2024 году на правах аренды перешёл в казахстанский клуб «Ордабасы».

## Карьера в сборной
17 ноября 2022 года дебютировал за Хорватии до 21 года в матче против сборной Польши до 21 года (3:1).

## Достижения
«Хайдук» Сплит
- Серебряный призёр чемпионата Хорватии: 2022/23
- Обладатель кубка Хорватии: 2022/23

## Клубная статистика
| Игровая карьера | Игровая карьера | Игровая карьера | Лига | Лига | Кубок | Кубок | Межд. | Межд. | СК | СК |
| --------------- | --------------- | --------------- | ---- | ---- | ----- | ----- | ----- | ----- | -- | -- |
| 2021/22         | Вараждин        | Б               | 25   | −22  | —     | —     | —     | —     | —  | —  |
| 2022/23         | Хайдук (Сплит)  | А               | 16   | −23  | 2     | 0     | —     | —     | —  | —  |
| 2023/24         | Диошдьёр        | А               | 9    | −12  | 1     | −1    | —     | —     | —  | —  |
| 2024            | Ордабасы        | А               | —    | —    | —     | —     | —     | —     | —  | —  |